# سيات 1430
سيات 1430 (بالإنجليزية: SEAT 1430)‏ هي سيارة من تصنيع شركة سيات (سيارة).

## مرجع
1. ↑  
"Ultimatecarpage.com -". مؤرشف من الأصل في 2018-07-11. اطلع عليه بتاريخ 2014-03-26.